# Le Palais-sur-Vienne
Le Palais-sur-Vienne est une commune française située dans le département de la Haute-Vienne en région Nouvelle-Aquitaine, dans l'agglomération de Limoges. Ses habitants sont appelés Palaisiens.

## Géographie

### Localisation
Le Palais-sur-Vienne est situé à l'est de l'agglomération de Limoges, dans la vallée de la Vienne. Son altitude varie entre 230 et 365 mètres.
Cette ville est desservie par la ligne STCL 8.
- Gare du Palais.

Le territoire communal est bordé au sud-est par la rivière la Vienne rejointe sur le territoire communal par son affluent le Palais.

### Communes limitrophes
Le Palais-sur-Vienne est limitrophe de cinq autres communes.
Les communes limitrophes sont  Limoges, Panazol, Rilhac-Rancon, Saint-Just-le-Martel et Saint-Priest-Taurion.
|         | Rilhac-Rancon        |                      |
| Limoges | du Palais-sur-Vienne | Saint-Priest-Taurion |
|         | Panazol              | Saint-Just-le-Martel |

### Lieux-dits et écarts
- le Bournazeau
- le Châtenet
- le Puy Neige
- Maison Rouge
- Ventenat

### Climat
Pour des articles plus généraux, voir Climat de la Nouvelle-Aquitaine et Climat de la Haute-Vienne.
Historiquement, la commune est exposée à un climat océanique limousin.  
En 2020, Météo-France publie une typologie des climats de la France métropolitaine dans laquelle la commune est exposée à un climat océanique altéré et est dans la région climatique  Ouest et nord-ouest du Massif Central, caractérisée par une pluviométrie annuelle de 900 à 1 500 mm, maximale en automne et en hiver.
Pour la période 1971-2000, la température annuelle moyenne est de 11,7 °C, avec une amplitude thermique annuelle de 15,1 °C. Le cumul annuel moyen de précipitations est de 965 mm, avec 13,3 jours de précipitations en janvier et 7,6 jours en juillet. Pour la période 1991-2020, la température moyenne annuelle observée sur la station météorologique la plus proche, située sur la commune de Limoges à 6 km à vol d'oiseau, est de 11,8 °C et le cumul annuel moyen de précipitations est de 1 018,0 mm,. Pour l'avenir, les paramètres climatiques de la commune estimés pour 2050 selon différents scénarios d’émission de gaz à effet de serre sont consultables sur un site dédié publié par Météo-France en novembre 2022.

## Urbanisme

### Typologie
Au 1er janvier 2024, Le Palais-sur-Vienne est catégorisée ceinture urbaine, selon la nouvelle grille communale de densité à sept niveaux définie par l'Insee en 2022.
Elle appartient à l'unité urbaine de Limoges, une agglomération intra-départementale regroupant dix  communes, dont elle est une commune de la banlieue,,. Par ailleurs la commune fait partie de l'aire d'attraction de Limoges, dont elle est une commune de la couronne,. Cette aire, qui regroupe 127 communes, est catégorisée dans les aires de 200 000 à moins de 700 000 habitants,.

### Occupation des sols

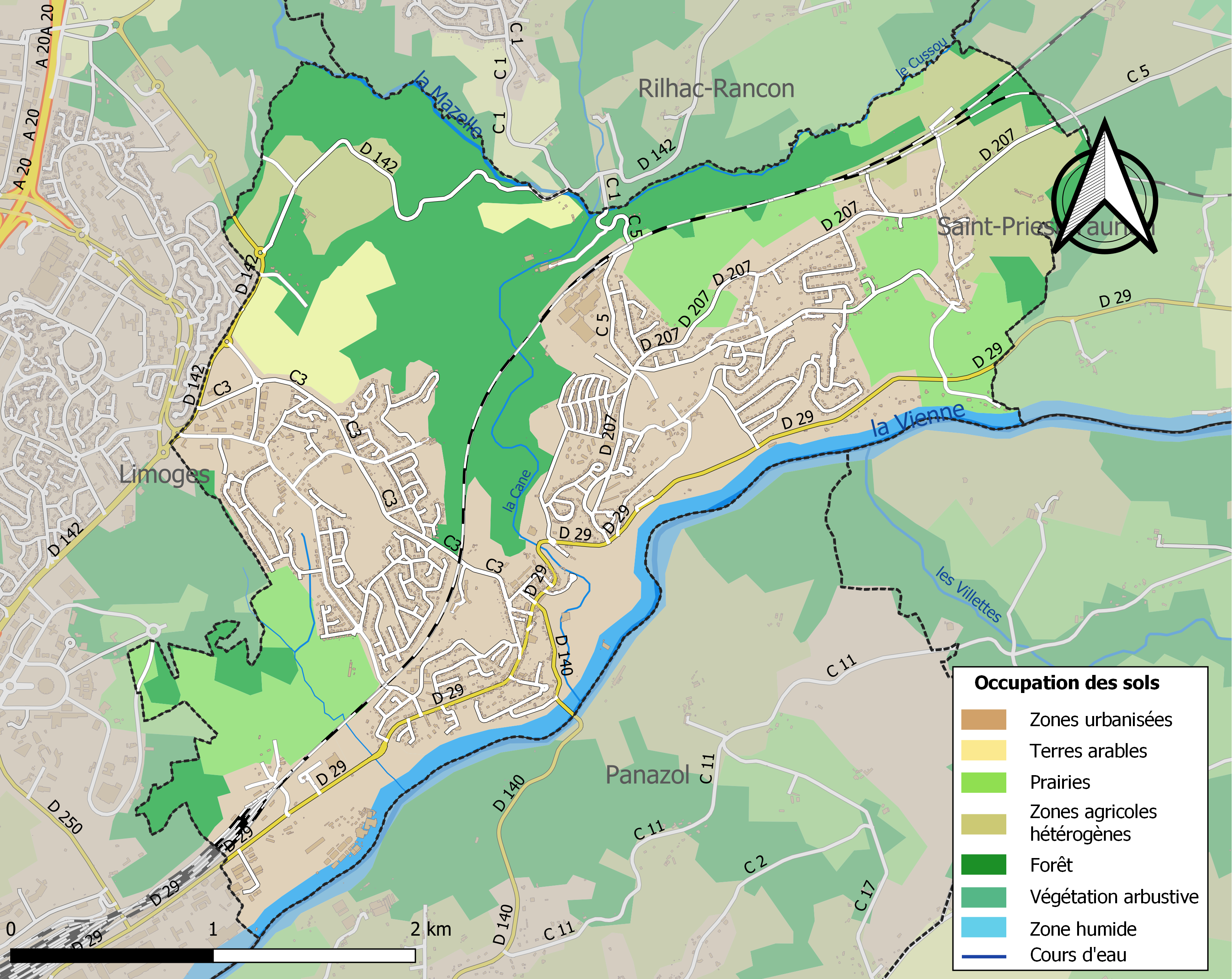
Carte des infrastructures et de l'occupation des sols de la commune en 2018 (CLC).

L'occupation des sols de la commune, telle qu'elle ressort de la base de données européenne d’occupation biophysique des sols Corine Land Cover (CLC), est marquée par l'importance des territoires artificialisés (46,2 % en 2018), en augmentation par rapport à 1990 (38,5 %). La répartition détaillée en 2018 est la suivante : 
zones urbanisées (41,6 %), forêts (23,6 %), prairies (13,2 %), zones agricoles hétérogènes (8,5 %), eaux continentales (5 %), zones industrielles ou commerciales et réseaux de communication (4,6 %), terres arables (3,5 %).
L'IGN met par ailleurs à disposition un outil en ligne permettant de comparer l’évolution dans le temps de l’occupation des sols de la commune (ou de territoires à des échelles différentes). Plusieurs époques sont accessibles sous forme de cartes ou photos aériennes : la carte de Cassini (XVIIIe siècle), la carte d'état-major (1820-1866) et la période actuelle (1950 à aujourd'hui).

### Risques majeurs
Le territoire de la commune du Palais-sur-Vienne est vulnérable à différents aléas naturels : météorologiques (tempête, orage, neige, grand froid, canicule ou sécheresse), inondations et séisme (sismicité faible). Il est également exposé à trois risques technologiques,  le transport de matières dangereuses,  le risque industriel et la rupture d'un barrage, et à un risque particulier : le risque de radon. Un site publié par le BRGM permet d'évaluer simplement et rapidement les risques d'un bien localisé soit par son adresse soit par le numéro de sa parcelle.

#### Risques naturels
Certaines parties du territoire communal sont susceptibles d’être affectées par le risque d’inondation par débordement de cours d'eau, notamment la Vienne et la Mazelle. La commune a été reconnue en état de catastrophe naturelle au titre des dommages causés par les inondations et coulées de boue survenues en 1982, 1993, 1999 et 2016,. Le risque inondation est pris en compte dans l'aménagement du territoire de la commune par le biais du plan de prévention des risques inondation (PPRI) de la « Vienne du Palais à Beynac », approuvé le 18 mai 2005.

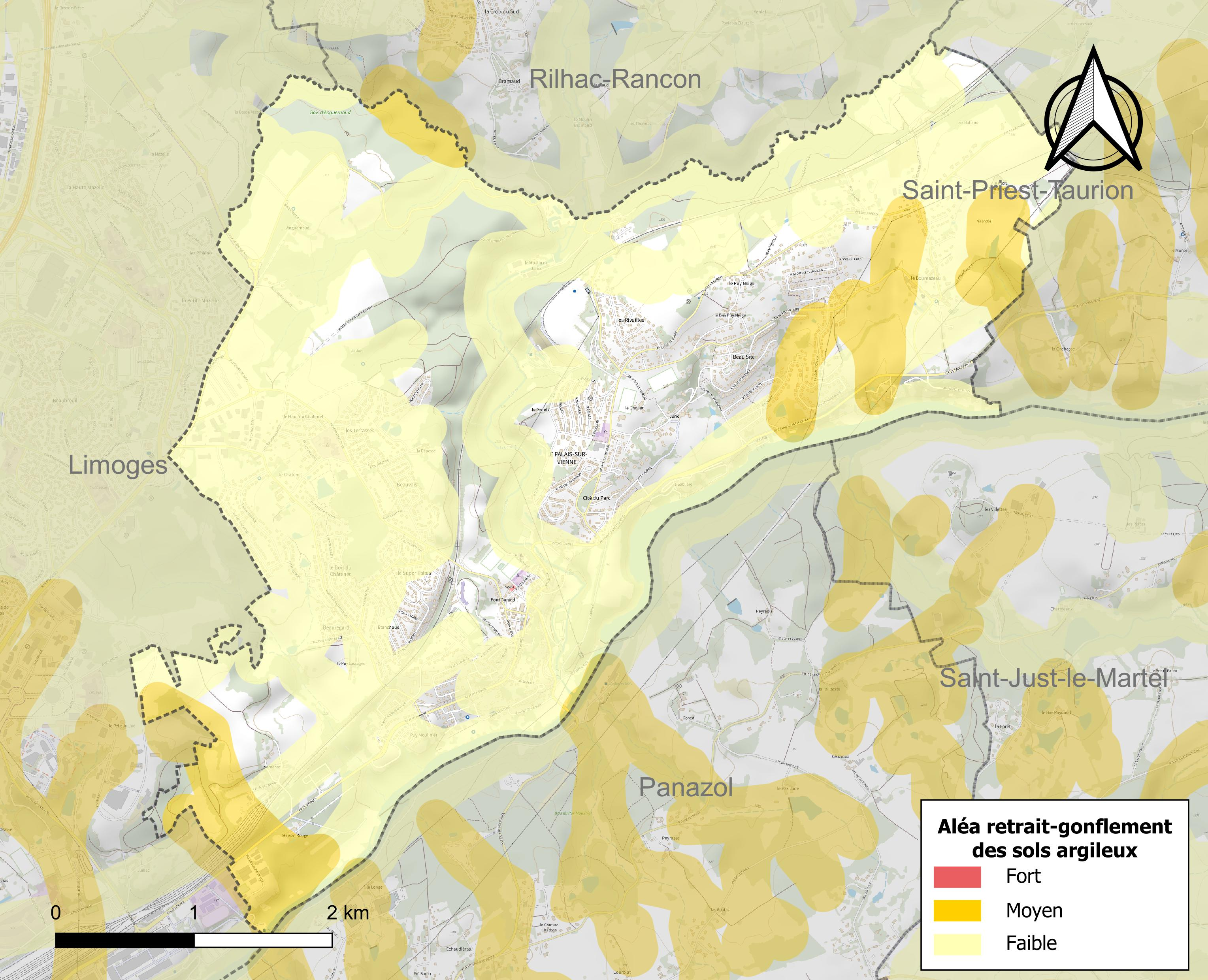
Carte des zones d'aléa retrait-gonflement des sols argileux du Palais-sur-Vienne.

Le retrait-gonflement des sols argileux est susceptible d'engendrer des dommages importants aux bâtiments en cas d’alternance de périodes de sécheresse et de pluie. 11,2 % de la superficie communale est en aléa moyen ou fort (27 % au niveau départemental et 48,5 % au niveau national métropolitain). Depuis le 1er octobre 2020, en application de la loi ÉLAN, différentes contraintes s'imposent aux vendeurs, maîtres d'ouvrages ou constructeurs de biens situés dans une zone classée en aléa moyen ou fort,.
La commune a été reconnue en état de catastrophe naturelle au titre des dommages causés par des mouvements de terrain en 1999.

#### Risques technologiques
La commune est exposée au risque industriel du fait de la présence sur son territoire d'une entreprise soumise à la directive européenne SEVESO, classée seuil haut : Valdi (activités soumises à autorisation pour le traitement thermique de déchets dangereux),.
La commune est en outre située en aval des barrages de Lavaud-Gelade, dans la Creuse, de Saint-Marc et de Vassivière, des ouvrages de classe A. À ce titre elle est susceptible d’être touchée par l’onde de submersion consécutive à la rupture de cet ouvrage.

#### Risque particulier
Dans plusieurs parties du territoire national, le radon, accumulé dans certains logements ou autres locaux, peut constituer une source significative d’exposition de la population aux rayonnements ionisants. Selon la classification de 2018, la commune du Palais-sur-Vienne est classée en zone 3, à savoir zone à potentiel radon significatif.

## Toponymie
La ville du Palais-sur-Vienne tire son nom du palais carolingien de Jocondiac attesté dès 794 par un diplôme du roi d'Aquitaine Louis le Pieux. Il avait cependant déjà disparu en tant que monument au début du XIe siècle. Cette résidence royale dont on ne connaît pas l'emplacement exact fut fréquentée par les souverains carolingiens de la fin du VIIIe siècle jusqu'en 832 au moins.
Le nom occitan de la commune est Lu Palaiç.

## Histoire

### Haut Moyen Âge
Le palais de Jocondiac apparaît en 794, comme le lieu d'émission du plus ancien diplôme connu de Louis le Pieux dit Louis le Débonnaire, fils de Charlemagne, qui ne portait jusqu'en 814 que le titre de Roi d'Aquitaine.
Charlemagne, qui aimait avec passion la chasse et les chevaux et dressait lui-même ses destriers de bataille, récompensait les éleveurs comme les poètes. Lorsque ce grand roi visitait les provinces, les intendants du domaine « étaient tenus d'amener au palais où Charlemagne se trouvait, le jour de la Saint-Martin d'hiver, tous les poulains, de quelqu'âge qu'ils fussent, afin que l'empereur, après avoir entendu la messe, les passât en revue ». Les Capitulaires de Charlemagne nous apprennent en outre que c'était dans sa maison de Jocondiac, près de Limoges, qu'il faisait la revue des poulains des provinces du centre.
La résidence fut utilisée après 814 par Pépin Ier, fils de Louis le Pieux (devenu à cette date empereur d'Occident) et son successeur sur le trône d'Aquitaine. À l'automne 832, y fut organisé un grand plaid convoqué par l'empereur Louis le Pieux qui y vint avec son épouse, Judith, et son jeune fils, Charles le Chauve.
L'église date de l'époque romane. Un cippe funéraire gallo-romain se situe devant l'entrée de l'église.

### Les Templiers et les Hospitaliers
L'église du Palais a appartenu aux chanoines réguliers de Saint-Gérald-lès-Limoges au moins jusqu'en 1186. Par la suite et avant 1217, la paroisse parviendra dans le patrimoine des Templiers et ce jusqu'en 1307 puis passe à l'ordre de Saint-Jean de Jérusalem jusqu'à la Révolution. La commanderie de Limoges dite aussi du Palais réunit alors plusieurs autres commanderies, appelées membres, sous son autorité au sein du grand prieuré et de la langue d'Auvergne. Le presbytère actuel serait un reste du « château » siège du commandeur.

### La Seconde Guerre mondiale
Dans la nuit du 8 au 9 mai 1943, Georges Guingouin réussit, au péril de sa vie, à faire sauter les deux fours de l'usine de caoutchouc Wattelez, très importante pour l'économie de guerre allemande. En effet il n'existait en France que deux usines de caoutchouc, l'une au Palais-sur-Vienne, l'autre à Colombes.
Par trois fois, les 6, 29 et 30 avril 1943, la RAF avait bombardé l’usine de Colombes. Hélas, la population avait été gravement atteinte et le maréchal Pétain, à la radio, avait habilement exploité cette situation (« ce sont encore des morts, des blessés, des foyers détruits »). Conscient de cette répercussion désastreuse, le Haut-État-Major allié avait demandé au mouvement « Combat » de détruire par l’explosif l’usine du Palais, mais cela n’avait pas été possible. Informé, Georges Guingouin, malgré les difficultés de déplacement depuis sa base en forêt de Châteauneuf-la-Forêt, distante de 30 km, décida de faire l’opération. Accompagné de René Duval qui s’était porté volontaire, dans la nuit du 9 mai 1943, il fit sauter deux chaudières. L'arrêt de cette usine pendant cinq mois fera perdre aux Allemands 1 500 tonnes de caoutchouc. Mais au retour dans leur camp, les deux maquisards tomberont dans une embuscade de la gendarmerie et il s'en faudra de peu qu’ils n’y perdent la vie.

### L'après guerre
L'usine de caoutchouc Wattelez, abandonnée depuis 1989, est désormais une vaste friche industrielle non dépolluée qui pose des problèmes pour l'environnement. La municipalité se bat pour un nettoyage du site, situé en bord de Vienne, tout près de Limoges. Ce nettoyage est finalement entamé en 2015 mais pourrait durer plusieurs années.
La commune est par ailleurs située dans l'emprise du projet de LGV Poitiers - Limoges, source de tensions politiques locales.

## Blasonnement
|  | Les armoiries du Palais-sur-Vienne se blasonnent ainsi : Parti de sinople et de gueules au château couvert et flammé d’argent, ouvert, ajouré et maçonné de sable, brochant et posé sur une champagne d’or chargée de trois burelles ondées aussi de sinople, surmonté d’un besant aussi d’argent chargé d’une croisette pattée au pied fiché aussi de gueules, adextré d’une roue de moulin aussi d’or et senestré d’une roue d’horloge de seize dents du même. |

## Politique et administration

### Liste des maires
| Période                                  | Période      | Identité               | Étiquette | Qualité |
| ---------------------------------------- | ------------ | ---------------------- | --------- | --- |
| Maire en 1942                            |              | Félix Mitout           |           | |
| mai 1945                                 | octobre 1947 | Léon Raynaud           |           | |
| octobre 1947                             | mars 1983    | André Brun             | SFIO      | |
| mars 1983                                | mars 2001    | Jean-Claude Cruveilher | PS        | Professeur de mécanique Conseiller général du canton de Limoges-Le Palais (1985 → 2004) |
| mars 2001                                | juillet 2020 | Isabelle Briquet       | PS        | Ancienne assistante parlementaire Conseillère générale du canton de Limoges-Le Palais (2004 → 2015) 4e vice-présidente du conseil général de la Haute-Vienne (2011 → 2015) Conseillère départementale du canton de Limoges-5 (2015 → 2021) Présidente de l’Association des maires de la Haute-Vienne (2014 → 2020) |
| juillet 2020                             | En cours     | Ludovic Géraudie       | PS        | Attaché territorial Conseiller départemental du canton de Limoges-5 (2021 → ) Vice-président du Conseil départemental de la Haute-Vienne (2022 → ) |
| Les données manquantes sont à compléter. |              |                        |           | |

## Démographie
L'évolution du nombre d'habitants est connue à travers les recensements de la population effectués dans la commune depuis 1793. Pour les communes de moins de 10 000 habitants, une enquête de recensement portant sur toute la population est réalisée tous les cinq ans, les populations de référence des années intermédiaires étant quant à elles estimées par interpolation ou extrapolation. Pour la commune, le premier recensement exhaustif entrant dans le cadre du nouveau dispositif a été réalisé en 2007.

En 2022, la commune comptait 5 861 habitants, en évolution de −3,01 % par rapport à 2016 (Haute-Vienne : −0,68 %, France hors Mayotte : +2,11 %).
| 1793 | 1800 | 1821 | 1831 | 1836 | 1841 | 1846 | 1851 | 1856 |
| ---- | ---- | ---- | ---- | ---- | ---- | ---- | ---- | ---- |
| 330  | 159  | 401  | 424  | 479  | 467  | 532  | 558  | 564  |

| 1861 | 1866 | 1872 | 1876 | 1881 | 1886 | 1891 | 1896 | 1901 |
| ---- | ---- | ---- | ---- | ---- | ---- | ---- | ---- | ---- |
| 547  | 610  | 616  | 692  | 647  | 655  | 629  | 672  | 756  |

| 1906 | 1911 | 1921 | 1926  | 1931  | 1936  | 1946  | 1954  | 1962  |
| ---- | ---- | ---- | ----- | ----- | ----- | ----- | ----- | ----- |
| 770  | 721  | 885  | 1 043 | 1 263 | 1 170 | 1 513 | 1 600 | 2 162 |

| 1968  | 1975  | 1982  | 1990  | 1999  | 2006  | 2007  | 2012  | 2017  |
| ----- | ----- | ----- | ----- | ----- | ----- | ----- | ----- | ----- |
| 2 621 | 3 863 | 5 038 | 6 085 | 5 726 | 5 738 | 5 738 | 6 073 | 6 042 |

| 2022  | - | - | - | - | - | - | - | - |
| ----- | - | - | - | - | - | - | - | - |
| 5 861 | - | - | - | - | - | - | - | - |

## Lieux et monuments
- L'église de la Décollation-de-Saint-Jean-Baptiste du XIIIe siècle[39], clocher-mur.
- L’hôtel de ville, de style Art déco.
- Le moulin du Poudrier.
- Le barrage du Pas de la Mule construit en 1906.
- L'usine Wattelez construite en 1921, détruite en 2016.
- L'usine Renault Trucks (ancien arsenal) située sur la falaise au bord de la Vienne, qui fabrique des véhicules militaires.

## Personnalités liées à la commune
- Louis le Pieux dit Louis le Débonnaire serait venu sur ce site en 832, la villa gallo-romaine étant devenue un palais : le palais de Jocondiac.
- Marcel Guitard (1929-1994), né au Palais-sur-Vienne, coureur cycliste professionnel ayant terminé 2 Tours de France.
- Damien Chouly, joueur professionnel de rugby à XV. Né à Limoges, il a évolué au sein des équipes jeunes du Rugby-Club Palaisien, avant de découvrir le monde professionnel à Brive en 2004. Il a également évolué cinq saisons sous les couleurs de Perpignan avant de rejoindre l'ASM Clermont Auvergne en 2012.

## Jumelages
- Sant Joan de les Abadesses (Espagne) ;
- Cadolzburg (Allemagne).